# Saint-Vincent-de-Lamontjoie

Saint-Vincent-de-Lamontjoie este o comună în departamentul Lot-et-Garonne din sud-vestul Franței. În 2009 avea o populație de 256 de locuitori.

## Evoluția populației
| An        | 1975 | 1982 | 1990 | 1999 | 2006 | 2009 |
| --------- | ---- | ---- | ---- | ---- | ---- | ---- |
| Populație | 245  | 216  | 189  | 197  | 235  | 256  |